# Laval-d'Aix
Laval-d'Aix är en kommun i departementet Drôme i regionen Auvergne-Rhône-Alpes i sydöstra Frankrike. Kommunen ligger i kantonen Die som tillhör arrondissementet Die. År 2022 hade Laval-d'Aix 112 invånare.

## Befolkningsutveckling
Antalet invånare i kommunen Laval-d'Aix
Referens:INSEE